# Луена (Іспанія)
Луена (ісп. Luena) — муніципалітет в Іспанії, у складі автономної спільноти Кантабрія. Населення — 722 осіб (2009).
Муніципалітет розташований на відстані близько 300 км на північ від Мадрида, 41 км на південь від Сантандера.
На території муніципалітету розташовані такі населені пункти: Больясін, Бустасур, Карраскаль-де-Косехон, Карраскаль-де-Сан-Мігель, Каспурріон, Ель-Косехон, Ентрамбасместас, Ла-Гарма, Льяно, Осехо, Лос-Пандос, Пандото, Ла-Парада, Пенілья, Ла-Пуенте, Ресконоріо, Ретуерта, Сан-Андрес-де-Луена, Сан-Мігель-де-Луена (адміністративний центр), Сель-де-ла-Каррера, Сель-де-ла-Пенья, Сель-дель-Ойо, Сель-дель-Мансано, Сельв'єхо, Табладо, Урдіалес, Ла-Вентона, Воспорноче.

## Демографія
Динаміка населення (INE ):

## Галерея зображень

Розташування муніципалітету